# 中川保孝
中川 保孝（なかがわ やすたか、1928年 - 2000年7月2日）は日本の精神科医。友朋会嬉野温泉病院元理事長。精神医学、老年内科学における芸術療法の第一人者であり、芸術療法のなかでもとりわけ絵画療法を専門とした。

## 概要
1952年に九州大学医学部を卒業したのち、九州大学の精神神経科へと入局した。学生時代からの絵画制作の経験と、イギリスの画家であるエイドリアン・ヒルの『絵画療法』に影響を受け、1953年から絵画療法の研究を開始した。
1954年に東京慈恵会医科大学神経科へと医局を移動した。
その後、1965年に嬉野温泉病院を開設。絵画のほかに、陶芸や歌唱、料理などを取り入れて「芸術療法」を日本でいち早く導入した。
なお、芸術療法は1974年から保険適用となっており、患者の深層心理における病的問題を解明し治療につなげる精神療法として知られている。

## 著書
- 『実践 芸術療法―Practice of Arts Therapy』、牧野出版 (2000年1月)